# 反权威主义
反权威主义（英語：Anti-authoritarianism），又译反威权主义，是指反对权威主义的意识形态。这里的权威主义定义为“一种具有通过提交给权力机构的特点的社会组织形式”、“有利于完全服从的，或受到权力机构抵制个人自由”和威权性质的政府。反权威主义者通常相信法律下全面的人人平等的和强大的公民自由。由于无政府主义抵制人际关系中的任何权威和等级制度（包括国家系统），因此有时该词可与“无政府主义”互换使用。

## 观点和实践

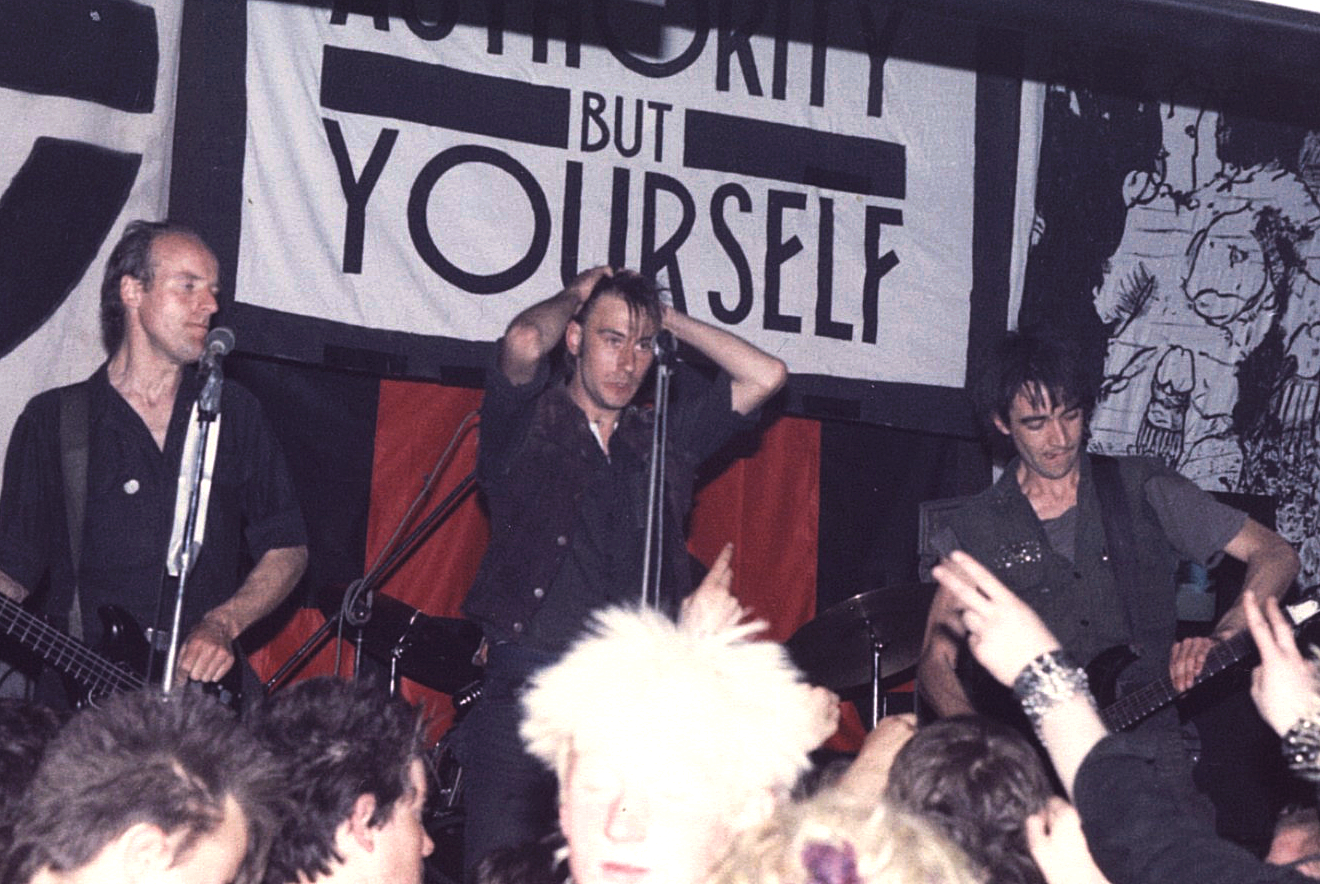
英国朋克摇滚乐队在1984年。无政府朋克运动的创始人打着他们的无政府主义者口号的横幅“There´s no authority but yourself”。

自由思想是一种哲学观念，其认为意见必须建立在逻辑、原因和经验主义之上，而不是在权威、传统或者其他教条上。对自由思想的认知应用也被称为“自由思考”，自由思想的实践者则被称为“自由思想者”。
诉诸权威（拉丁文：argumentum ab auctoritate）是一种被滥用时会导致逻辑谬误的常见形式的辩论。在非正式推理中，诉诸权威是一种试图建立一个统计的三段论的形式的论点。
诉诸权威依靠论据的形式：
一个特定领域的权威
一个说了关于该主题的东西
一个可能正确的结论
使用诉诸的荒谬例子包括逻辑推理背景下使用的任何诉诸权威，以及诉诸于当局或当局撤销证据的立场；例如，尽管当局可以比外行人更正确地判断与其专业领域有关的判断，他们仍然可以通过错误、偏见、不诚实或者成为集体迷思下的牺牲品而进行错误的判断。因此，诉诸权威不是建立事实的普遍可靠的论据。有影响力的无政府主义者米哈伊尔·亚历山德罗维奇·巴枯宁认为：“难道我遵循拒绝所有的权威吗？远远没有这样的想法，在靴子方面，我遵循制靴者的权威，关于房子，运河或铁路，我咨询建筑师或工程师。对于这样或那样的特殊知识，我向这样的或那样的专家申请。但我不允许制靴者、建筑师把他们的权威强加给我。我自由地听他们，他们的智慧、性格、知识值得我尊重，我保留自己批评和谴责的无可争辩的权利。我不满足于在任何特定分支领域诉诸于一个单一的权威。我咨询几个人，我比较他们的意见，并选择我认为的似乎是最健全的意见，但我承认没有绝对的权威，即使是在特殊的问题上。因此，无论我对这样或那样的个人的诚实和诚意可能有什么尊重，我不会绝对地信任任何人。”他看到“所以没有固定和不变的权威，只有互相的、暂时的不间断的交换，最重要的是自愿权力和自愿附属。同样禁止我的自由的理由，也就是承认一个固定的、不变的和普遍的权威；因为没有一个普遍的人，没有一个能够掌握所有这些细节的人，可能在所有的科学、社会生活的所有分支中科学地运用生命。”
第二次世界大战后，欧洲掀起了一股基于反法西斯主义的强烈的反权威主义运动。这要归因于在当时纳粹德国占领区的积极抵抗和对超级大国的发展引起的恐惧。反权威主义也与反主流文化和波西米亚主义运动有关。在20世纪50年代，垮掉的一代“在政治上是激进的，在某种程度上，他们的反专制态度在20世纪60年代被活动家所接受。”20世纪60年代的嬉皮士和大型反主流文化运动实行了通过反威权和非暴力手段为理由的生活方式和行动主义；因此，有人指出，“嬉皮士的方式与所有镇压的阶级权力结构是对立的，因为它们不利于和平、爱和自由的嬉皮目标。嬉皮士并不把他们的信仰强加给别人，而是嬉皮士寻求通过理性改变世界和以他们自己的信仰进行生活。”20世纪70年代，反权威主义运动开始与朋克文化有关。